# 唐尊
唐 尊（とう そん、? - 23年）は、中国の前漢時代末期から新代にかけての政治家。字は伯高。豫州沛郡の人。

## 事跡
| 姓名           | 唐尊                       |
| 時代           | 前漢時代 - 新代            |
| 生没年         | 生年不詳 - 23年（地皇4年） |
| 字・別号       | 伯高（字）                 |
| 本貫・出身地等 | 豫州沛郡                   |
| 職官           | 太傅〔新〕                 |
| 爵位・号等     | 平化侯〔新〕               |
| 陣営・所属等   | 王莽                       |
| 家族・一族     | 〔不詳〕                   |

王莽配下の政治家。初めは、山陽郡の張無故（字は子儒）に儒学を学んだ。地皇元年（20年）、太傅平晏が死去すると、唐尊はその後任として太傅に任命された。この時に唐尊は、「国が貧しく人民が苦しんでいるのは、奢侈が原因です」と王莽に進言している。
『漢書』鮑宣伝によれば、唐尊は、破れた古着を着て、穴の開いた靴を履き、粗末な器で食事をとり、公卿にもこれらの器を贈ったとしている。また、同王莽伝によれば、袖の短い衣服（「短衣小袖」）を着て、牝馬が引く粗末な車（「柴車」）に乗り、藁を寝床としたという（粗末な器の話も掲載されている）。さらに、男女が並んで歩いている姿を見ると、唐尊はこれを捕え、「象刑」と称して赤い染料（「赭幡」）でその衣服を染めた。
唐尊は、以上のような清貧な振舞いを示すことで、王莽から賞賛を受け、平化侯に封じられた。しかし『漢書』鮑宣伝は、唐尊を前漢末期から新代にかけての「清名之士」の一人とする一方、「虚偽により名声を得た（「被虚偽名」）」とも非難している。
地皇4年（23年）10月、王莽が更始帝軍によって漸台に追い詰められると、唐尊も他の同僚たちとともに、王莽を護衛していたが、敵兵との戦闘の中で討ち死にしている。